# Papyrus 7
Papyrus 7 (hos Gregory-Aland mærket (signum) {\displaystyle {\mathfrak {P}}}7 eller ε 11 hos von Soden) er et tidligt nytestamentligt manuskript på græsk med indhold fra Lukasevangeliet 4,1-2. Manuskriptet har været svært at datere via palæografi på grund af dets fragmentariske tilstand, men er blevet anslået til at stamme fra det 4. århundrede til det 6. århundrede, muligvis allerede fra det 3. århundrede.
Det bliver opbevaret på Vernadskij-nationalbiblioteket (Petrov 553) i Kyiv.